# Rê giáng thứ
Rê giáng thứ là một cung thể âm nhạc dựa trên nốt Rê giáng, bao gồm các bậc D♭, E♭, E, G♭, A♭, A, B và D♭. Hoá biểu của cung thể này gồm sáu dấu giáng và một dấu giáng kép. Cung thể song song của nó là Fa giáng trưởng, nhưng thường được thay thế bởi Mi trưởng bởi tính tiện lợi, dễ nhìn hơn khi soạn nhạc vì Mi trưởng chỉ có 4 dấu thăng. Cung thể cùng tên là Rê giáng trưởng, và trùng âm với Đô thăng thứ, cũng thường được sử dụng phổ biển rất nhiều.
Giọng Rê giáng thứ tự nhiên gồm có:
Giọng Rê giáng thứ hoà thanh (trên) và giai điệu (dưới) gồm có:
Rê giáng thứ thường được ký hiệu là cung thể harmonic của Đô thăng thứ, như trong Canticle of the Sun của Amy Beach. Tuy nhiên, bất thường, hai trong số những vở opera nổi tiếng nhất của Verdi, La traviata và Rigoletto, đều kết thúc bằng giọng Rê giáng thứ (mặc dù được viết với ký hiệu phím năm dấu giáng của Rê giáng trưởng). Mô-típ chủ đề của "der kleine Appell" ("gọi đặt hàng") của Mahler từ Giao hưởng thứ tư và thứ năm của ông sử dụng cả hai cả hai cách ký hiệu: trong Giao hưởng số 4 (chương đầu tiên) thì là Rê giáng thứ, nhưng trong Giao hưởng số 5 của ông thì lại là Đô thăng thứ. Trong bản Adagio của Bản giao hưởng số 9 của ông, một đoạn nội suy bassoon độc tấu theo sau chủ đề chính xuất hiện đầu tiên ở Rê giáng thứ, nhưng đã xuất hiện nhiều hơn hai lần ở Đô thăng thứ. Tương tự như vậy, trong bản giao hưởng số 8 của Bruckner, phần Adagio có các đoạn âm sắc ở Rê giáng thứ được ký hiệu là giọng Đô thăng thứ.